# Liste der Bodendenkmale in Schlettau
In der Liste der Bodendenkmale in Schlettau sind die Bodendenkmale der Stadt Schlettau und ihrer Ortsteile nach dem Stand der Auflistung von Volkmar Geupel aus dem Jahr 1983 aufgelistet. Eventuelle Änderungen und Ergänzungen, insbesondere aus der Zeit nach der Wende, sind nicht berücksichtigt, da für Sachsen aktuell keine neueren allgemein zugänglichen Bodendenkmallisten vorliegen. Die Baudenkmale sind in der Liste der Kulturdenkmale in Schlettau aufgeführt.
| Denkmal-ID | Fundart            | Ortsteil  | Bezeichnung                             | Zeitstellung    | Lage                                                 | Bemerkungen | Bild |
| ---------- | ------------------ | --------- | --------------------------------------- | --------------- | ---------------------------------------------------- | --- | ---- |
| ?          | Befestigung > Burg | Schlettau | Wasserburg „Schloss“                    | Mittelalter     | nördlicher Ortsteil, Zschopauaue                     | Niederungsburg, durch Schloss und Nebengebäude überbaut, Grabenrest mit Außenmauer im Süden sowie Teiche im Osten und Norden erhalten, Schutz seit 30. April 1963 |      |
| ?          | besonderer Stein   | Schlettau | Kreuzstein „Mordkreuz“                  | Spätmittelalter | nordöstlicher Ortsausgang, östlich an einem Feldweg  | Kreuz mit Schwert eingeritzt, Schutz seit 25. März 1963 |      |
| ?          | besonderer Stein   | Schlettau | Steinkreuz „Schwedenstein“, „Mordkreuz“ | Spätmittelalter | südwestlich des Orts an der Straße nach Scheibenberg | Kopfstück fehlt, Messer eingeritzt, Schutz seit 25. März 1963 |      |